# جواد سرافراز
جواد سرافراز (۱۵ مهر ۱۳۳۲ تهران - ۷ تیر ۱۳۶۰ تهران) او فرزند یک روحانی به نام ابوالفضل سرافراز بود. او عضو شورای مرکزی حزب جمهوری اسلامی و مسئول دفتر سید محمد بهشتی بود که به همراه وی در انفجار دفتر حزب جمهوری اسلامی در سال ۱۳۶۰ شهید شد. او برادر محمد سرافراز رئیس سابق سازمان صداوسیما است. علی سرافراز، برادر دیگرش در جریان جنگ ایران و عراق در دفاع از ایران در سال ۱۳۶۵ در شلمچه شهید شد.
سرافراز تبار گیلانی داشت.